# Бакунина, Екатерина Михайловна
Екатери́на Миха́йловна Баку́нина (1 (13) сентября 1810 (по другим данным 19 [31] августа), Санкт-Петербург — 6 [18] мая 1894, село Казицино, Тверская губерния) — сестра милосердия, героиня двух войн XIX века.
Хирург Николай Иванович Пирогов, говоря о неоспоримом вкладе в мировую историю русских сестёр милосердия, к наиболее выдающимся среди них относил Екатерину Бакунину.

## Биография
Средняя дочь Михаила Михайловича Бакунина (1764—1847), бывшего губернатором Санкт-Петербурга и сенатором, и русской писательницы-мемуаристки Варвары Ивановны (урождённой Голенищевой-Кутузовой). Родилась в Петербурге, крещена 3 сентября 1810 года в Морском соборе при восприемстве брата Василия и тетки П. М. Ниловой. Приходилась двоюродной сестрой анархисту Михаилу Александровичу Бакунину и внучкой Ивану Голенищеву-Кутузову.
Получила всестороннее образование. В воспоминаниях она писала, что в юности была скорее «кисейной барышней»: занималась музыкой, танцами, рисованием, обожала морские купания в Крыму, домашние балы, где с удовольствием танцевала. Вовсе не слушала прежде лекций по естественным наукам и не ходила в анатомические театры.

## Крымская война
К началу Крымской войны Екатерина Бакунина была светской дамой сорока лет. В числе первых добровольцев она пожелала немедленно отправиться на фронт. Однако письменные просьбы в канцелярии великой княгини о зачислении в общину оставались без ответа. Но Бакунина добилась своего. В общине она прошла начальную медицинскую подготовку.
21 января 1855 года Бакунина в числе сестёр Крестовоздвиженской общины начала работу на театре военных действий в бараках осаждённого Севастополя. Николай Пирогов в воспоминаниях с восхищением и уважением пишет не только о бескорыстии, редком трудолюбии, но и о мужестве и бесстрашии сестры Екатерины. Он вспоминал: «Ежедневно днём и ночью можно было застать её в операционной, ассистирующей при операциях, в то время когда бомбы и ракеты ложились кругом. Она обнаруживала присутствие духа, едва совместимое с женской натурой». Вдохновляло сестёр и то, что фронтовое начальство ценило их помощь, приравнивая её к подвигу. Пирогов, а также посещавшие госпитали вице-адмирал Павел Нахимов, генералы считали их незаменимыми помощницами. По поручению Пирогова Екатерина Бакунина в конце 1855 года возглавила новое отделение медсестёр для перевозки раненых в Перекоп. Позднее она получила предложение возглавить Крестовоздвиженскую общину. Пирогов писал ей в письме: «Не отговаривайтесь и не возражайте, здесь скромность неуместна… Я вам ручаюсь, Вы теперь необходимы для общины как настоятельница. Вы знаете её значение, сестёр, ход дел, у Вас есть благонамерение и энергия.… Не время много толковать — действуйте!» На этом посту Бакунина оставалась вплоть до 1860 года. Она ездила по всем военным госпиталям Крыма и «сделалась примером терпения и неустанного труда для всех сестёр Общины».
«Община — не просто собрание сиделок, — подчёркивал Пирогов, — а будущее средство нравственного контроля».
Карьера сестёр милосердия определялась мнением о них раненых, местных руководителей общины, Николая Пирогова и великой княгини Елены Павловны. Своей властью госпитальные чины не могли ни наградить, ни разжаловать их. Не могли чиновники и заинтересовать сестёр «войти в долю»: их позиция была твёрдой. Эту позицию выразила Екатерина Бакунина. Она так сказала о своей главной цели: «Я должна была сопротивляться всеми средствами и всем своим умением злу, которое разные чиновники, поставщики и пр. причиняли в госпиталях нашим страдальцам; и сражаться и сопротивляться этому я считала и считаю своим священным долгом». Именно поэтому Николай Пирогов поручил сёстрам раздачу денежных пособий.
Екатерина Бакунина последней из сестёр милосердия покинула по плавучему мосту оставляемый войсками Севастополь.
В 1856 году война была закончена, и сёстры вернулись в Петербург, где община продолжала свою благотворительную деятельность.

## Продолжение благотворительной деятельности
Летом 1860 года Бакунина с «сокрушённым сердцем» оставила общину и уехала в деревню. В селе Козицино Новоторжского уезда Тверской губернии вдали от столичной суеты начался новый этап её жизни в занятиях любимым и полезным делом — медициной.
Врачей в губернии было мало. Население уезда (около 136 тысяч человек) обслуживал единственный врач. Эпидемии чумы, холеры, оспы, тифа уносили тысячи жизней. В специально построенном деревянном здании Бакунина открыла больницу на восемь коек, вела приём и оказывала медицинскую помощь на свои средства, сама же выплачивала содержание врачу. Так началась земская медицина в Новоторжском уезде.
Поначалу крестьяне отнеслись настороженно к затее Бакуниной. Но вскоре недоверие ушло, и к концу года количество получивших помощь превысило две тысячи человек, через год удвоилось, росло и далее.
Прием Бакунина начинала с утра. Днём она в крестьянской телеге объезжала больных, делала перевязки, давала лекарства, которые готовила сама. Со вниманием относилась к крестьянским детям. Она охотно приняла на себя обязанности попечительницы всех земских больниц уезда, которые отличались в губернии тем, что здесь не взималась плата за медицинское обслуживание.
До конца дней своих, уже в Казицино, Бакунина продолжала защищать больных и бесправных, оставаясь примером для прагматичных людей. Жизнь Екатерины Бакуниной, несомненно, образец общественного служения. Ей довелось стать одним из организаторов госпитального дела в России и медицинского обслуживания в Тверской губернии. Её заслуги были признаны современниками, а имя попало в справочные издания. В 1877 году Россия вступила в войну с турками. Бакунина, как одна из опытнейших организаторов госпитального дела, была востребована руководством Российского общества Красного Креста. Несмотря на 65-летний возраст, она поехала на Кавказ в качестве руководительницы медсестёр временных госпиталей. Её деятельность здесь была ещё более обширной, чем в годы Крымской войны. На фронте в этот раз Екатерина Бакунина пробыла больше года. Прощаясь, врачи пяти реформированных госпиталей преподнесли ей памятный адрес: «Во всех отношениях Вы явились достойной имени русского воина. От начала и до конца Вы оставались верны программе Вашей — служить во всем примером младшим Вашим подругам… Мы, врачи, для коих Вы были благонадежной и опытнейшей помощницей, питаем и навсегда сохраним к Вам чувство беспредельной благодарности. Имя Ваше не изгладится из памяти больных, коим Вы всецело приносили себя в жертву».
В 1881 году в Казицине к Екатерине Михайловне приезжал Лев Толстой. Вспоминая Севастополь, он спросил её: «Неужели у вас нет желания отдохнуть, переменить обстановку?» «Нет, да и куда я могу уехать, когда меня каждый день ждут. Разве я могу их бросить?» — отвечала она. В благотворительной деятельности Бакунина выдвигала свой девиз: «С именем Бога — всё для людей».
Умерла Екатерина Михайловна Бакунина в 1894 году в селе Казицино, похоронена в селе Прямухино Тверской губернии в фамильном склепе Бакуниных.

## Работы
В 1893 году, за год до смерти, Бакунина написала книгу «Воспоминания сестры милосердия Крестовоздвиженской общины».
- Бакунина Е. М. Записки // Вестник Европы. — 1898. — № 3—6.
- Бакунина Е. Воспоминания сестры милосердия Крестовоздвиженской общины (1854—1860 гг.). — Казицыно, 1888—1889.
- Быть сестрой милосердия. Женский лик войны. — М., 2017.

## Память
Имя Екатерины Бакуниной носят Общество православных врачей (Тверь), Тверской областной клинический перинатальный центр. В 2011 году организован благотворительный Фонд имени Екатерины Бакуниной.
Тверской медицинский колледж считает Екатерину Бакунину образцом для подражания. Стипендией имени Бакуниной поощряют лучших студентов колледжа.
В Севастополе в честь Бакуниной названа одна из улиц, на которой находится общеобразовательная школа № 26, где есть памятный уголок о Екатерине Михайловне.